# ألان ماكدونالد (كاتب)
ألان ماكدونالد (بالإنجليزية: Alan MacDonald)‏ هو كاتب بريطاني، ولد في 1958 في واتفورد في المملكة المتحدة.

## وصلات خارجية
- ألان ماكدونالد على موقع IMDb (الإنجليزية)
- ألان ماكدونالد على موقع ميوزك برينز (الإنجليزية)